# Julie Gantzel Pedersen
Julie Horslund Gantzel Pedersen (født 13. April 1994 i Ikast) er en dansk håndboldspiller, der spiller for HH Elite. Hun kom til klubben i 2020.
Hun har tidligere spillet i Halden HK, Ringkøbing Håndbold og Herning-Ikast Håndbold.